# قدسی قاضی‌نور
قدسی قاضی‌نور (زاده ۱۳۲۵ در لنگرود) نقاش، داستان‌نویس و شاعر اهل ایران است وی از پیشروان ادبیات کودک و نوجوان در ایران است.

## زندگی
در سال ۱۳۲۵ خورشیدی در لنگرود به دنیا آمد پدر وی کارمند و مادرش خانه‌دار بودند. در سن ۱۲ سالگی به تهران مهاجرت کرد. در رشته نقاشی از دانشکده هنرهای زیبای تهران فارغ‌التحصیل شد و در یکی از مدارس جنوب تهران مشغول به تدریس شد. در سال ۱۳۵۰ نخستین داستان کودکان خود را به نام «چه کسی به چشم پسرک عینک زد» به رشته تحریر درآورد. در سال ۱۳۵۲ داستان «آرزو» را نوشت که از سوی شورای کتاب کودک به عنوان بهترین کتاب سال برگزیده شد. در همان سال نیز برنده دیپلم افتخار هانس کریستین آندرسن از کشور یونان شد.

## کتابشناسی
- «دختری با پیراهن صورتی»، مؤسسه انتشارات نگاه
- «چه کسی به چشم پسرک عینک زد» (۱۳۵۰)
- داستان «آرزو»
- «ماهی بعدی»
- داستان «مهمانی مهتاب»
- «آب که از چشمه جدا شد»
- «دو پرنده» (برگزیدهٔ سال شورای کتاب کودک را به دست آورد)
- «هیچ مثل خواب نبود»
- «هشتمین پرنده»
- داستان «فاصله» (به کارگردانی فتحعلی اویسی به صورت فیلم کوتاهی به نام «سه شنبه آخری» درآمد که فیلم نامهٔ آن جایزه گرفت)
- داستان «تعمیرگاه»
- داستان «ای جا کجاست»
- داستان «چه کبوتری»
- داستان «آقا معلم»
- داستان «دوطبقه»
- داستان «پشت پستوی مشهدی باقر»
- داستان «درخت عناب»
- داستان «یک اتفاق ساده»
- داستان «همه بهانه است»
- داستان «بهترین باغ وحش دنیا»
- داستان «اعتصاب»
- داستان «مدرسه انقلاب»
- داستان «پدر بزرگ نمی‌میرد»
- داستان «من از ماهی آموختم»
- داستان «ویتنام گواهی است»
- داستان «چشمهای آدم‌برفی»
- داستان «مثل باران»
- مجموعه شعر «مثل یک حباب آبی»
- مجموعه داستان «دختری با پیراهن صورتی»
- داستان کودکان «زندگی»